# Yan Wengui
Yan Wengui ou Yen Wen-Kouei, Yen Wên-Kuei (燕文貴）, peintre chinois, originaire de Wuxing (province du Zhejiang en Chine).  Il est actif fin Xe  début  XIe siècle. Ses dates de naissance et de décès nous sont inconnues à ce jour et, alors qu'il est souvent cité dans de nombreux ouvrages et divers passages, sa biographie personnelle n'est à nul endroit écrite. 

## Biographie
Après avoir servi comme militaire, il entre à l'Académie de peinture sous le règne de l'empereur Taizong et il est connu comme peintre de paysages et de figures. Le National Palace Museum de Taipei conserve de lui un rouleau  en hauteur, à l'encre et en couleur légères sur soie, Trois Immortels, qui date peut-être de l'époque Ming.

## La peinture de paysage au début desSong
Ce dramatique laps de temps qui s'ouvre avec la fin chaotique d'une grande dynastie, couvre cinquante ans de conflits, tensions et rivalités entre les États opposés jusqu'au processus de réunification qui établit la dynastie des Song, processus qui se prolonge lui-même plus de quinze années après 960. Le monde beau et élégant déployé par Li Cheng est sa version du nouvel État qui devient le plus dynamique, cultivé et accompli de l'histoire chinoise. Les disciples de Li incarnent le canon de la peinture de paysage. Fan Kuan, Yan Wengui, Xu Daoning, Guo Xi, Li Gongnian et nombre d'autres dont les œuvres sont perdues, prolongent la tradition de Li Cheng au XIIe siècle.

## Style et tradition
Chaque artiste élabore un style personnel reflétant sa vie et son idéal propres, mais en se fondant étroitement sur la structure établie pa Li Cheng. Yan Wengui, est en activité à la fin du Xe siècle et au début du XIe. Il est, comme d'autres de ses contemporains, associé à la force armée et occupe des fonctions militaires. En tant que maître paysagiste de la tradition de Li Cheng, il privilégie un style différent, mettant l'accent sur le détail délicat, le raffinement dans l'exécution, et une sorte de préciosité dans la miniature qui n'est pas seulement très populaire en son temps, plus ou moins étable au début des Song, pour devenir durant de nombreuses années le fondement de la peinture de paysage académique de Bianlang. Pavillons et demeures au bord de la rivière, une de ses œuvres, un rare et ancien rouleau portatif sur papier, illustre les forces et les faiblesses de son art.